# قائمة عبارات التهنئة في الأعياد
هذه قائمة بعبارات التهنئة في الأعياد الإسلامية، والردود عليها.

## القائمة
| العبارة                               | الرد                                         |
| ------------------------------------- | -------------------------------------------- |
| من العائدين والفائزين                 | من المقبولين والغانمين من السالمين والغانمين |
| عيد مبارك                             | علينا وعليك                                  |
| عيد سعيد عيدكم سعيد                   | أسعد الله أيامك                              |
| كل عام وأنتم بخير                     | وأنتم بخير وصحة وسلامة                       |
| عساكم من عُوَّاده                        | ينعاد علينا وعليكم بالخير                    |
| تقبل الله طاعتكم                      | منا ومنكم إن شاء الله                        |
| تقبل الله منا ومنكم صالح الأعمال      | آمين يا رب، وإياكم                           |
| أعاد الله عليكم العيد باليُمن والبركات | الله يجعل أيامكم بركة وسرور                  |

ردود أخرى: "الله يبارك فيك" أو "الله يعيده علينا وعليكم بالخير" أو "منا ومنكم".